# BTV (保加利亚)
bTV是保加利亚的首个全国性私人电视台，由隶属于中欧传媒企业（CME）的bTV传媒集团运营。报告称该台为保加利亚收视人数最多的电视台。bTV最初由新闻集团下属的巴尔干新闻公司运营，2010年2月18日，新闻集团宣布出售100%的股份给CME。bTV现占有保加利亚37%的市场。
bTV在保加利亚实现地面广播，并通过卫星传输至其他欧洲国家。